# Dioscorea trachyandra
Dioscorea trachyandra är en enhjärtbladig växtart som beskrevs av August Heinrich Rudolf Grisebach. Dioscorea trachyandra ingår i släktet Dioscorea och familjen Dioscoreaceae. Inga underarter finns listade i Catalogue of Life.